# Лукар (острво)
Лукар је ненасељено острво у хрватском делу Јадранског мора.
Налази се у акваторији Града Пага у Маунском каналу између острва Маун и Пага. Од острва Паг је удаљен око 0,5 км.. Површина острва износи 0,049 км². Дужина обалске линије је 9,93 км.. Највиши врх је висок 8 метара.